# Nazaré do Piauí
Nazaré do Piauí este un oraș în Piauí (PI), Brazilia.